# Stoppelmarkt

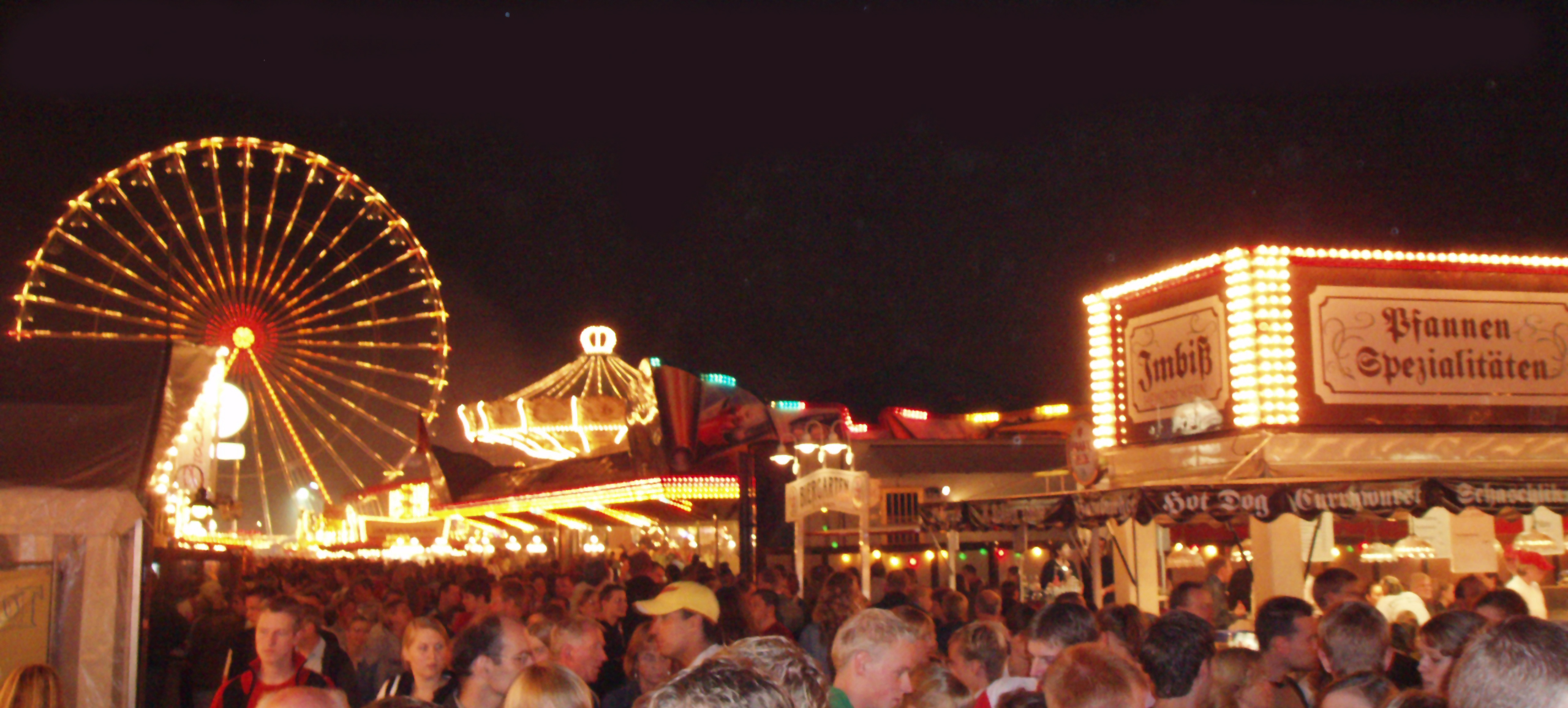
Der Stoppelmarkt bei Nacht (2005)

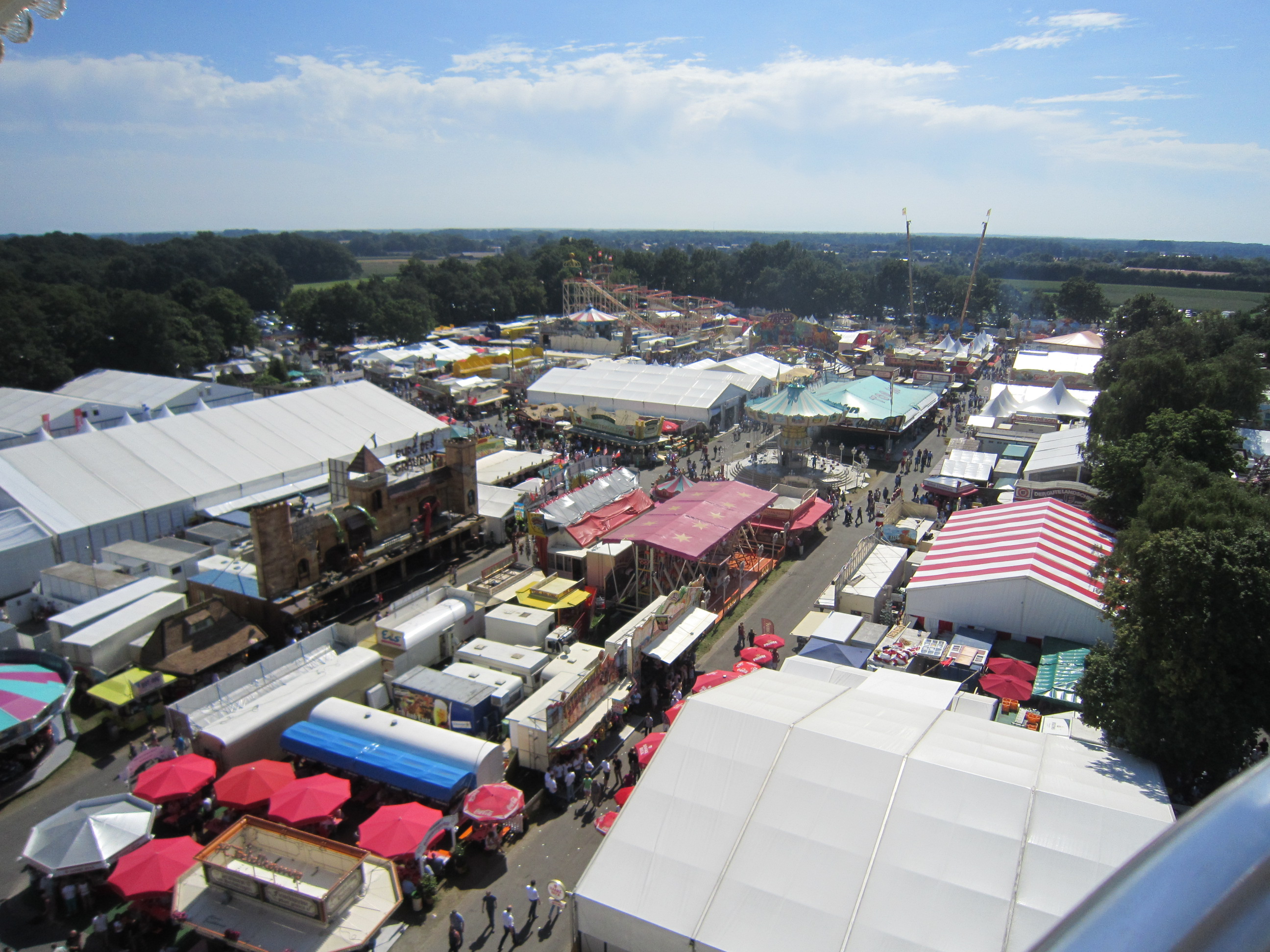
Der Stoppelmarkt vom Riesenrad aus betrachtet (2012)

Der Stoppelmarkt ist ein Volksfest in Vechta, der als einer der ältesten Jahrmärkte Deutschlands gilt. Er findet auf der Westerheide, nahe dem gleichnamigen Stadtteil Stoppelmarkt, statt.
Der Markt wird jährlich von Donnerstag bis Dienstag in der Woche des 15. August (Mariä Himmelfahrt) veranstaltet. Ist der 15. August ein Mittwoch, beginnt das Fest am darauf folgenden Donnerstag. Einheimische nennen den Mittwoch vor Stoppelmarktbeginn Heiligabend.
Das im gesamten Raum Vechta und teilweise auch weit darüber hinaus bekannte Volksfest wird mit etwa 500 Standbetreibern und Schaustellerständen beschickt. 2018 wurden weit über 800.000 Besucher gezählt. Das Marktgelände befindet sich etwas außerhalb von Vechta und beträgt etwa 160.000 m². Der Stoppelmarkt in Vechta gehört von der Fläche her zu den großen Volksfesten in Deutschland.
Der Stoppelmarkt erfreut sich unter den Bewohnern von Vechta großer Beliebtheit. Am Stoppelmarkts-Montag haben viele Geschäfte in der Innenstadt sowie alle allgemeinbildenden Schulen geschlossen.

## Geschichte

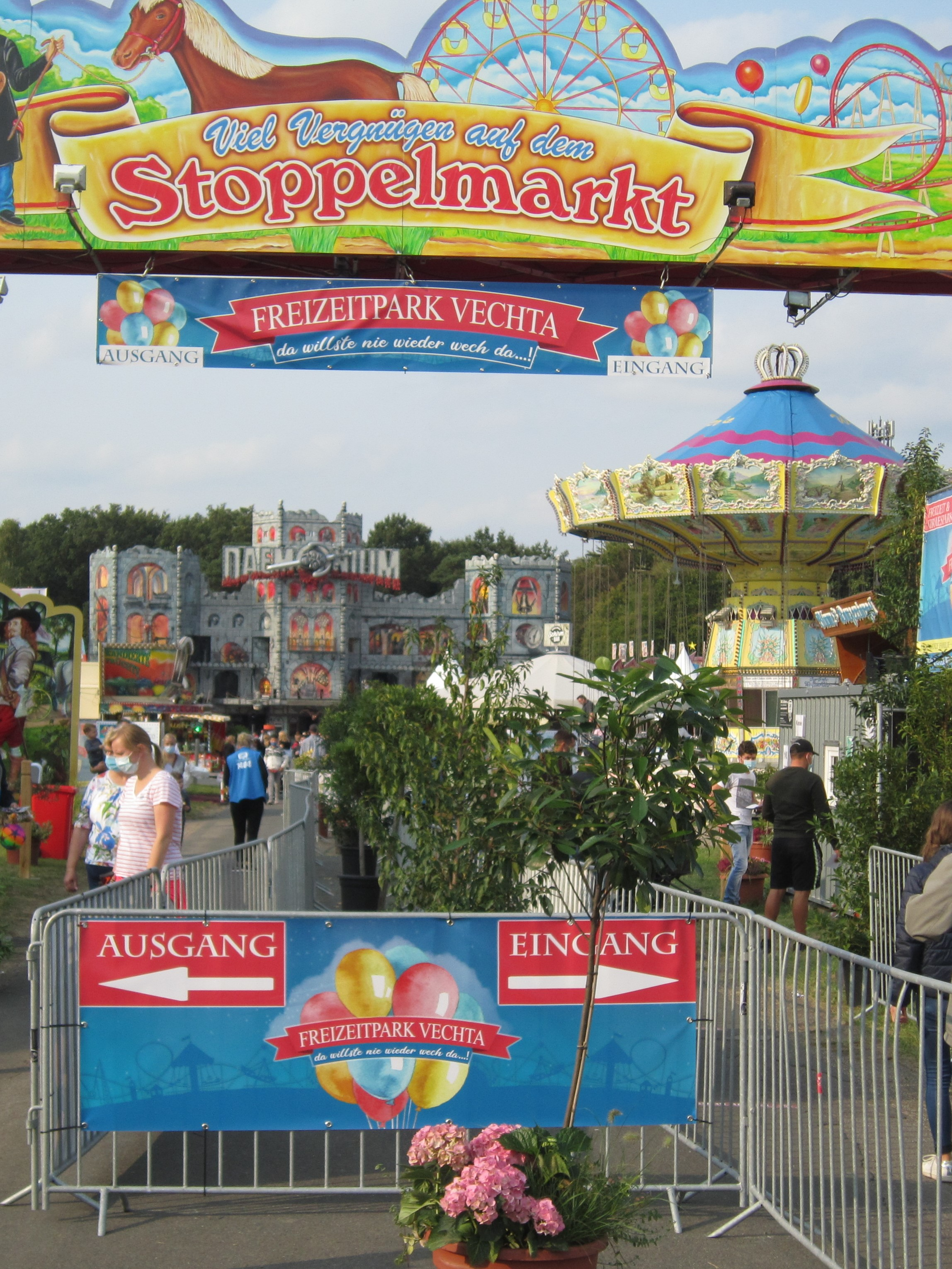
Temporärer Freizeitpark als Ersatz für den ausgefallenen Stoppelmarkt im September 2020

### Marktgeschichte
Erstmals urkundlich erwähnt wurde der Markt im Jahre 1298, allerdings noch nicht unter dem Namen „Stoppelmarkt“. Der Markt fand bis 1577 in den Straßen innerhalb der Festungsmauern von Vechta statt. Kaufleute aus vielen europäischen Staaten trafen sich auf diesem Markt. 1577 musste er wegen der Pest auf die abgeernteten Felder vor den Stadttoren verlegt werden. Da er auf Stoppelfeldern stattfand, wurde er danach benannt.
Am 15. April 2020 vereinbarten die Bundeskanzlerin und die Regierungschefs der sechzehn Länder Deutschlands, wegen der COVID-19-Pandemie bis zum 31. August alle Großveranstaltungen zu untersagen. Von diesem Beschluss war auch der Vechtaer Stoppelmarkt betroffen, der daraufhin abgesagt wurde. In Niedersachsen wurden allerdings ab September 2020 sogenannte „Pop-up Freizeitparks“ bzw. „temporäre Freizeitparks“ zugelassen. In Eigeninitiative organisierten Schausteller für die Zeit zwischen dem 10. September und dem 4. Oktober 2020 einen temporären Freizeitpark auf dem Stoppelmarktgelände. Dort wurden 40 Fahrgeschäfte und Buden mit ausreichendem Abstand zueinander aufgebaut. Es gab rund 50 Desinfektionsstellen. Die Besucher mussten sich am Eingang registrieren lassen, und am Ausgang wurde erfasst, wann sie das Gelände verlassen haben.

### Traditionspaar Jan und Libett

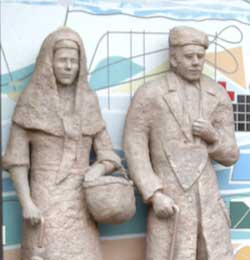
Jan von Dählen un Stuken Libet: Traditionspaar des Stoppelmarktes

Am 22. August 1909 erschien die erste Vechtaer Stoppelmarktzeitung. 1912 stellte die Zeitung erstmals „Jan von Dählen un Stuken Libet“ (eine Zeichnung von Ökonomierat Heinrich Averdam) vor. Im Jahr 1919, zur 10. Ausgabe des Blattes, erschienen die beiden Figuren erneut in dem Blatt. Diesmal als „Jan und Libett up Stoppelmarkt“ auf dem Titelblatt. Seit dieser Zeit sind „Jan und Libett“ als Traditionspaar untrennbar mit dem Vechtaer Stoppelmarkt verbunden. Der damalige Ratsherr Josef Möller hatte die Idee, „Jan von Dählen un Stuken Libet“ als Besucher vom Lande für den Stoppelmarkt zum Leben zu erwecken. Daraus entwickelte sich eine Werbemaßnahme mittels Drehorgel, die erstmals 1971 durchgeführt wurde und sich bis heute als überaus werbewirksam erwiesen hat. Heute gehören die „Drehorgeltouren“ zum festen Bestandteil der Werbung im Vorfeld des Marktes. Regelmäßige Ziele sind unter anderem das Amt für regionale Landesentwicklung Weser-Ems, die Industrie- und Handelskammer, die Nordwest-Zeitung (alle in Oldenburg) sowie die Oldenburgische Volkszeitung in Vechta, die Neue Osnabrücker Zeitung und die Samtgemeinde Fürstenau.
Ebenso prägen Jan und Libett das Gesicht eines Heißluftballons (D-OVEC) (passend zum Kennzeichen Vechtas VEC). Jan und Libett fungieren auch als Werbefiguren für das traditionelle Stoppelmarktsgetränk, den „Stoppelhopser“. Dieser milde Weizenkorn enthält 32 Prozent Alkohol. Seit 2012 prägt das Traditionspaar den Titel des Kinderbuchs „Jan und Libett auf dem Stoppelmarkt“, das in Hoch- und Plattdeutsch erscheint.

## Verlauf
Der Markt beginnt jedes Jahr an einem Donnerstag und endet an einem Dienstag.
Am Dienstag vor dem Donnerstag der Markteröffnung findet seit über 30 Jahren ein Fußballspiel zwischen der Betriebssportgemeinschaft der Stadt bzw. des Landkreises Vechta und einer Auswahl der Schausteller statt. Das Spiel dient immer einem karitativen Ziel. Mit dabei ist auch jedes Mal ein Stargast; 2007 war dies der Ehrenspielführer der deutschen Fußballnationalmannschaft Uwe Seeler.
Bereits am Mittwochabend ab ca. 20 Uhr kann man bei den am Rande gelegenen Hofkneipen Oldehus, Schmedes und einigen umliegenden Ständen feiern. Dieser Abend wird bei den Einheimischen auch „Heiligabend“ genannt.
Am Stoppelmarkt-Donnerstag bewegt sich alljährlich ab 16:30 Uhr ein Festumzug vom Rathaus der Stadt zum Stoppelmarktgelände. Gegen 18:30 Uhr erreicht dieser Festumzug sein Ziel, und der Stoppelmarkt wird am Amtmannsbult vom Bürgermeister der Stadt Vechta eröffnet.
Der Markt öffnet am Freitag und Samstag um 14 Uhr. Eine Besonderheit am Freitag ist die sogenannte Rush-Hour, die von 16 bis 17 Uhr auf dem Marktgelände stattfindet. In vielen Fahrgeschäften gibt es dann eine zweite Fahrkarte kostenlos dazu nach dem Motto „Einmal zahlen, Zweimal fahren“. Eine weitere feste Tradition ist der Jugendgottesdienst der Katholischen Landjugendbewegung Deutschlands, der jedes Jahr am Stoppelmarktsamstag um 17.30 Uhr stattfindet.
Am Sonntag beginnt der Stoppelmarkt gegen 10 Uhr mit einem Gottesdienst im größten Festzelt, der Niedersachsenhalle.
Das Marktgeschehen am Montag startet etwa um 7 Uhr mit einem traditionellen Pferde- und Viehmarkt. 2024 fand der Pferde- und Viehmarkt nicht statt. 2025 ist eine Tierschau geplant. Um 11 Uhr findet in der Niedersachsenhalle als dem größten Festzelt der Empfang der Stadt Vechta statt. Viele Geschäfte und Betriebe in Vechta sowie alle allgemeinbildenden Schulen bleiben am Stoppelmarktmontag geschlossen. Deshalb ist traditionell am Stoppelmarkt-Montag der Anteil Einheimischer deutlich höher als an den anderen Markttagen.
Nach der Marktöffnung gegen 14 Uhr beginnt der Dienstag als Familientag. Bis 18 Uhr gibt es in vielen Fahrgeschäften ermäßigte Preise. Da Dienstag auch der letzte Tag des Stoppelmarktes ist, findet um 22 Uhr ein großes Abschlussfeuerwerk statt. Gegen 1 Uhr morgens endet der Markt.

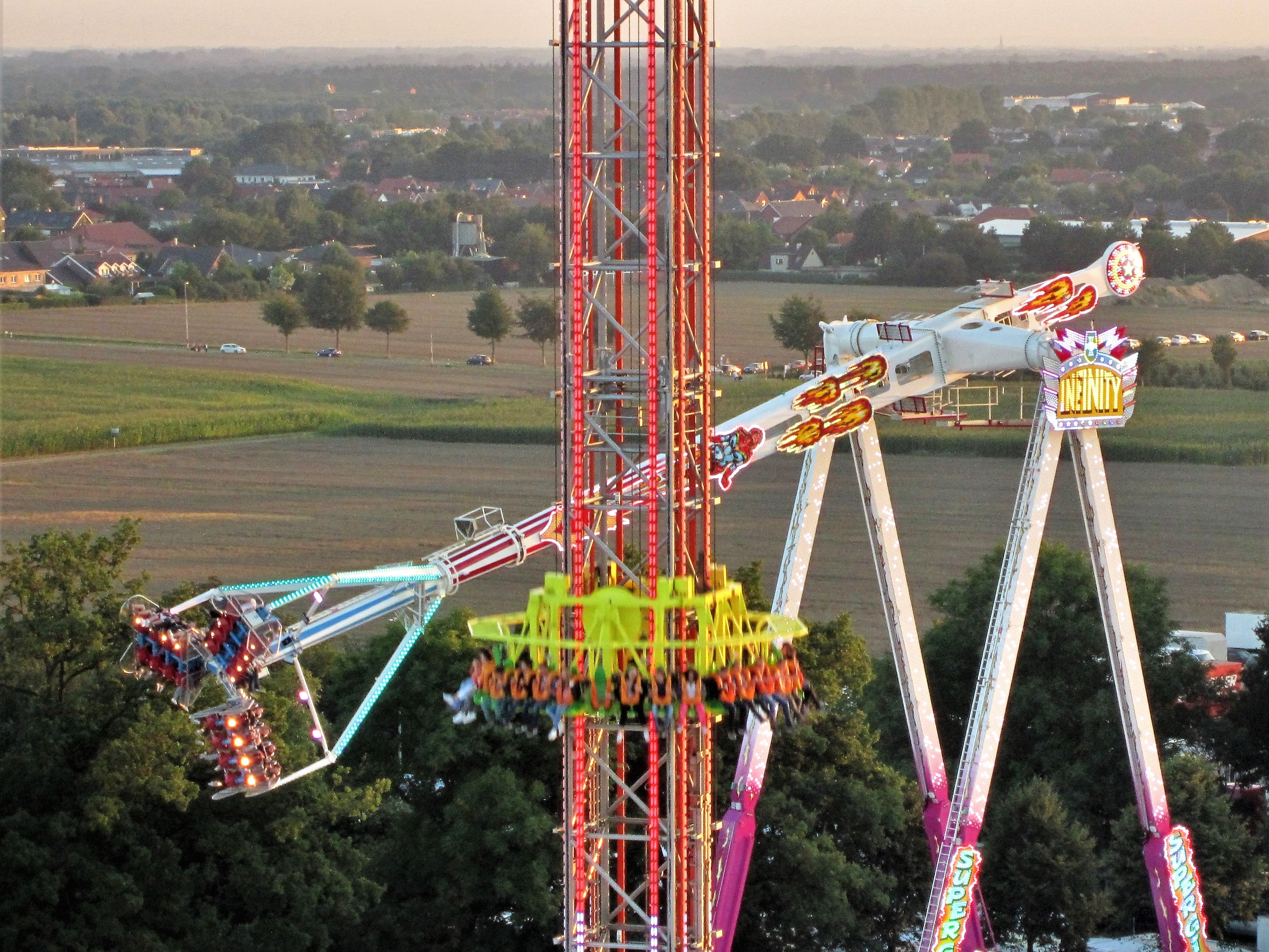
Unbebauter Puffer zwischen dem Stoppelmarkt und dem Siedlungskern Vechtas (2016)

Es gibt an allen Tagen keine offizielle Sperrstunde. In manchen Zelten wird bis 7 Uhr gezapft, gegen 3 Uhr müssen die Wirte als Vorsichtsmaßnahme die Musik aus schalten, damit es nicht zu Beschwerden kommt. Allerdings ist das Marktgelände durch einen mehrere hundert Meter breiten unbebauten Puffer vom Siedlungskern Vechtas getrennt, und seitens der umliegenden Bauern sind wegen der Parkplatzvermietung ihrer Felder keine Beschwerden zu erwarten. Eine Reduzierung des Schallpegels der Lautsprecher auf dem Festgelände ist aber wegen der Schausteller nötig, da diese an und auf dem Marktgelände nächtigen.

## Daten
- 160.000 m² (16 ha)
- 35 große und kleine Festzelte
- 20 Großfahrgeschäfte
- 12 Kleinfahrgeschäfte
- 500 Stände
- 800.000 Besucher
- 1.800 Schausteller
- 20.000 m² Gewerbeschau
- 25.000 Parkplätze für Pkw auf den umliegenden Weiden
- 6,3 km Marktfront

## Stoppelmarkttermine
Wenn der 15. August (Mariä Himmelfahrt, in Niedersachsen kein gesetzlicher Feiertag) nicht auf einen Mittwoch fällt, dann findet an diesem Tag der Stoppelmarkt statt. Fällt der 15. August auf einen Mittwoch, so beginnt der Stoppelmarkt am darauf folgenden Donnerstag. Daraus ergibt sich, dass die Stoppelmarktzeit frühestens vom 10. – 15. August (z. B. 2017) und spätestens vom 16. – 21. August (z. B. 2018) stattfindet.

## Prominente Gäste auf dem Stoppelmarkt
Gastredner der Stadt Vechta am Stoppelmarktsmontag im Festzelt Kühling:
- 2002: Joseph Daul, Mitglied des Europäischen Parlaments.
- 2003: Christian Wulff, Ministerpräsident von Niedersachsen.
- 2004: Elisabeth Heister-Neumann, Justizministerin von Niedersachsen.
- 2005: Henning Scherf, Bürgermeister von Bremen.
- 2006: Peter Harry Carstensen, Ministerpräsident von Schleswig-Holstein.
- 2007: Philipp Rösler, Landesvorsitzender der niedersächsischen FDP, MdL.
- 2008: David McAllister, Vorsitzender der CDU-Fraktion im Niedersächsischen Landtag und Landesvorsitzender der CDU in Niedersachsen.
- 2009: Heinrich Timmerevers, Weihbischof im Bistum Münster.
- 2010: Franz Müntefering, ehemaliger Vizekanzler, Bundesminister und SPD-Bundesvorsitzender.
- 2011: Jürgen Trittin, Fraktionsvorsitzender der Bundestagsfraktion Bündnis 90/Die Grünen.
- 2012: Hermann Gröhe, Generalsekretär der CDU Deutschlands[10]
- 2013: Werner Brinker, ehemaliger Vorstandsvorsitzender der EWE AG
- 2014: Peter Altmaier, Bundesminister für besondere Aufgaben
- 2015: Stephan Weil, Ministerpräsident von Niedersachsen
- 2016: Ursula von der Leyen, Bundesministerin der Verteidigung[11]
- 2017: Thomas de Maizière, Bundesminister des Innern[12]
- 2018: Andrea Nahles, ehemalige Vorsitzende der SPD-Bundestagsfraktion[13]
- 2019: Daniel Günther, Bundesratspräsident und Ministerpräsident von Schleswig-Holstein
- 2020/2021  kein Gastredner, da der Stoppelmarkt wegen der COVID-19-Pandemie ausgefallen ist.
- 2022: Lars Klingbeil, einer der beiden Bundesvorsitzenden der SPD
- 2023: Wolfgang Bosbach, ehemaliger Vorsitzender des Ausschuss für Inneres und Heimat[14]
- 2024: Olaf Scholz, Bundeskanzler[15]
- 2025: Olaf Lies, Ministerpräsident Niedersachsen[16]

Des Weiteren treten montags um 22 Uhr in den Festzelten Interpreten auf, wie Mickie Krause, Ikke Hüftgold und Isi Glück.

## Infrastruktur/Anreise

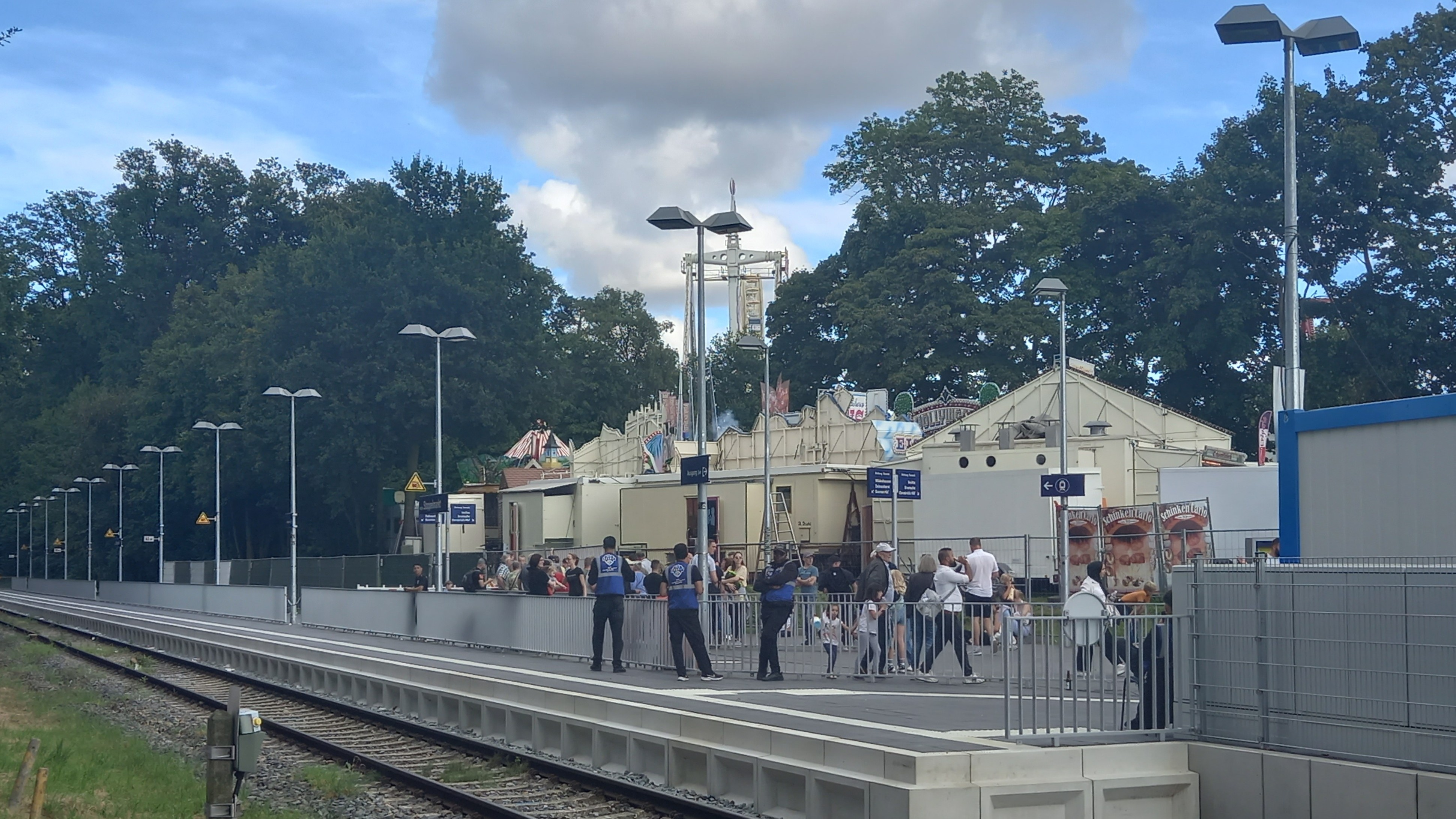
Haltepunkt Vechta-Stoppelmarkt während des Festes, 2025

Die Verkehrsgemeinschaft Landkreis Vechta richtet während des Stoppelmarktes Sonderbuslinien aus fast allen Ortschaften im Landkreis sowie Sonderbuslinien aus Oldenburg, Cloppenburg, Diepholz und Quakenbrück sowie vier Sonderlinien im Stadtgebiet Vechta ein. Zudem fährt halbstündlich der StadtBus Vechta den ZOB Stoppelmarkt mit zwei Buslinien an, der nur während des Stoppelmarktes oder anderer Großveranstaltungen genutzt wird.
Der Sonderhaltepunkt Vechta-Stoppelmarkt wird als Haltestelle in die Bahnstrecke Delmenhorst–Hesepe eingebunden und von der NordWestBahn angefahren. Aufgrund der immer höher werdenden Zahl der Besucher, die statt mit Bus oder Auto mit der Bahn anreisen, wurde im Stadtrat ein Ausbau des Haltepunktes diskutiert.
Im April 2025 begann die Deutsche Bahn als Eigentümerin den mit dem Umbau des nunmehr barrierefreien Haltepunkt. Die Arbeiten waren zur Eröffnung des Stoppelmarkt 2025 abgeschlossen.
Während des Stoppelmarktes werden auf den umliegenden Wiesen und Feldern etwa 25.000 Pkw-Parkplätze bereitgestellt. Sie werden auch während der Gewerbe- und Industrieschau als Parkraum genutzt.

## Stoppelmärkte in anderen Städten
Die Stadt Barmstedt in Schleswig-Holstein feiert ebenfalls jährlich im August einen Stoppelmarkt. Der Markt ist auch dort ein traditionelles, mehrtägiges Stadtfest mit Schaustellern und Gastronomiebetrieben. Obwohl beide Märkte den gleichen Namen tragen und zur selben Jahreszeit abgehalten werden, sind sie unabhängig voneinander entstanden. Der Name „Stoppelmarkt“ kommt von den abgeernteten Getreidefeldern, die man in Norddeutschland Stoppelfelder nennt. Da die Ernte in Niedersachsen und Schleswig-Holstein zur gleichen Jahreszeit erfolgt, wird der Markt auch zur gleichen Jahreszeit abgehalten.
Weitere „Stoppelmarkt“ genannte Veranstaltungen finden am ersten Wochenende im September in Darfeld (Kreis Coesfeld in Nordrhein-Westfalen) und am Tag der Deutschen Einheit (3. Oktober) in der Stadt Neuenbürg im baden-württembergischen Enzkreis statt.